# Ischyrocyon
Ischyrocyon es una género de carnívoros extintos de la familia Amphicyonidae que vivió en el Mioceno, viviendo entre ~ 16.3-10.3 Ma  existiendo desde hace aproximadamente 6 millones de años. Se han encontrado fósiles en los Estados Unidos.